# Кастелло-ди-Анноне
Кастелло-ди-Анноне (итал. Castello di Annone) — коммуна в Италии, располагается в регионе Пьемонт, в провинции Асти.
Население составляет 1920 человек (2008 г.), плотность населения составляет 83 чел./км². Занимает площадь 23 км². Почтовый индекс — 14034. Телефонный код — 0141.
Покровительницей коммуны почитается Пресвятая Богородица (Дева Мария Кармельская), празднование 16 июля.

## Демография
Динамика населения:

## Администрация коммуны
- Официальный сайт: http://www.comune.castellodiannone.at.it/ Архивная копия от 5 февраля 2009 на Wayback Machine